# Tina Landgraf
Tina Landgraf (* 18. November 1976 in Cochem) ist eine deutsche Schauspielerin.

## Leben
Tina Landgraf wuchs in Unterwittbach bei Kreuzwertheim auf und besuchte das Balthasar-Neumann-Gymnasium Marktheidenfeld. Nach dem Abitur 1996 machte sie eine Ausbildung zur Schauspielerin und Tänzerin in Hamburg.
Bekannt wurde sie durch ihre Rolle der „Natascha Seeger“ in Verbotene Liebe, spielte aber auch in anderen TV-Serien wie St. Angela. oder Neues aus Büttenwarder Darüber hinaus war Landgraf an der Seite von Patrick Bach, Sophia Thomalla und Nova Meierhenrich in der Wahlsoap Zeit der Entscheidung zu sehen. Von 2004 bis 2007 stand sie im Hamburger Ohnsorg-Theater in mehreren Stücken auf der Bühne. Im Jahre 2006 spielte sie außerdem in der Musiktheater-Produktion Auf der Linie, auf dem Strich der Company Hamburg. Dieses Stück tourte mit dem Fußball-Globus von André Heller durch die deutschen WM-Städte.
Von 2007 bis 2009 war Landgraf festes Ensemblemitglied der Fritz-Reuter-Bühne am Mecklenburgischen Staatstheater in Schwerin. Es folgten Jahre als freie Schauspielerin mit Gastengagements an der Fritz-Reuter-Bühne, bis Tina Landgraf 2014 dort wieder als festes Ensemblemitglied tätig war. Nach einer Übersetzung des Musicals Heiße Zeiten ins Niederdeutsche wurde Landgraf in der Spielzeit 2017/2018, neben ihrer Tätigkeit als Schauspielerin, außerdem zur Dramaturgin des Fritz-Reuter-Bühne. Ab 2019 übernahm Landgraf die Position der Chefdisponentin am Mecklenburgischen Staatstheater, bevor sie als Chefdisponentin an das Mainfranken Theater Würzburg wechselte.